# Deklaracija iz Boulogne
Deklaracija iz Boulogne ili Deklaracija o biti esperantizma (esperanto: Bulonja Deklaracio) povijesni je dokument, koji uspostavlja nekoliko važnih premisa za esperantski pokret. Deklaraciju je napisao L. L. Zamenhof i ratificirana je 1905. godine od strane sudionika prvoga svjetskog kongresa esperanta, održanoga u Boulogne-sur-Mer u Francuskoj.
Deklaracija iz Boulogne sastoji se od uvoda i pet točaka.
U uvodu Zamenhof pojašnjava da je pet točaka Deklaracije potrebno uspostaviti, jer mnogi ljudi pogrešno razumiju prirodu esperantskoga pokreta. Pet točaka uglavnom je odgovor na široko rasprostranjene zablude.
- 1. Esperantizam je pokret koji podržava esperanto kao međunarodni pomoćni jezik (IAL). Njemu se ne može pridodati daljnje značenje. On je politički, religiozno i moralno neutralan i ne želi zamijeniti postojeće jezike samo da bi ih dopunio.
- 2. Oni koji podržavaju esperanto to čine zato što je najrealniji međunarodni pomoćni jezik koji postoji, a esperantisti rade na daljnjem razvoju na temelju toga cilja.
- 3. Esperanto ne pripada nikome. Svatko ga može koristiti iz bilo kojeg razloga koji im se sviđa.
- 4. Knjiga »Fundamento de Esperanto« (»Osnove esperanta«) je jedinstven trajni i obavezan autoritet nad esperantom i ne može se mijenjati. Inače, esperanto ne ovisi o pravnoj vlasti, niti vladajućem tijelu, niti pojedincu, uključujući samoga Zamenhofa. Ako lingvistička materija nije pokriven Fundamentom, na pojedincu je kako postupiti s tim pitanjem.
- 5. Esperantist je tečni esperantski govornik. Uključenost u esperantsku zajednicu potiče se, ali nije potrebna.